# Ʉ̄
Cette page contient des caractères spéciaux ou non latins. S’ils s’affichent mal (▯, ?, etc.), consultez la page d’aide Unicode.
Ʉ̄, ou U barré macron, est un graphème utilisé dans l’écriture de certaines langues camerounaises dont le kenyang et le pinyin. Il s’agit de la lettre U barré diacritée d'un macron.

## Utilisation
En langues camerounaises suivant l’Alphabet général des langues camerounaises, « ʉ̄ » représente une voyelle fermée centrale arrondie /ʉ/ avec un ton moyen. Il ne s’agit d’une lettre à part entière, et elle placée avec le I barré sans accent ou avec un autre accent dans l’ordre alphabétique.

## Représentations informatiques
Le U barré macron peut être représenté avec les caractères Unicode suivants :
- décomposé (latin étendu B, Alphabet phonétique international, diacritiques)[1],[2],[3] :

| formes    | représentations | chaînes de caractères | points de code | descriptions                                       |
| --------- | --------------- | --------------------- | -------------- | -------------------------------------------------- |
| capitale  | Ʉ̄               | Ʉ◌̄                    | U+0244 U+0304  | lettre majuscule latine u barré diacritique macron |
| minuscule | ʉ̄               | ʉ◌̄                    | U+0289 U+0304  | lettre minuscule latine u barré diacritique macron |